# Tiro com arco nos Jogos Pan-Americanos de 2023 - Recurvo por equipes femininas
A competição do recurvo por equipes femininas do tiro com arco nos Jogos Pan-Americanos de 2023 foi disputada entre 1 e 4 de novembro de 2023 no Centro de Tiro com Arco, em Peñalolén. Um total de 24 arqueiros de 8 Comitês Olímpicos Nacionais (CON) participaram do evento.

## Calendário
Horário local (UTC−3).
| Data          | Hora  | Fase                 |
| ------------- | ----- | -------------------- |
| 1 de novembro | 9:00  | Fase de ranqueamento |
| 1 de novembro | 11:20 | Quartas de final     |
| 1 de novembro | 11:50 | Semifinais           |
| 4 de novembro | 10:25 | Disputa pelo bronze  |
| 4 de novembro | 10:50 | Final                |

## Medalhistas
|  | USA Estados Unidos                                         |  | MEX México                                |  | COL Colômbia                                     |
|  | Catalina Gnoriega Casey Kaufhold Jennifer Mucino-Fernandez |  | Aída Román Angela Ruiz Alejandra Valencia |  | Carolina Posada Ana María Rendón Maira Sepúlveda |

## Resultados

### Fase de ranqueamento
| Pos. | Arqueiras                                                  | CON                | Total | Notas                            |
| ---- | ---------------------------------------------------------- | ------------------ | ----- | -------------------------------- |
| 1    | Aida Román Angela Ruiz Alejandra Valencia                  | MEX México         | 1972  | Recorde dos Jogos Pan-Americanos |
| 2    | Catalina Gnoriega Casey Kaufhold Jennifer Mucino-Fernandez | USA Estados Unidos | 1948  |                                  |
| 3    | Carolina Posada Ana María Rendón Maira Sepúlveda           | COL Colômbia       | 1906  |                                  |
| 4    | Ane Marcelle dos Santos Ana Machado Sarah Nikitin          | BRA Brasil         | 1905  |                                  |
| 5    | Stephanie Barrett Virginie Chénier Amelia Gagne            | CAN Canadá         | 1850  |                                  |
| 6    | Javiera Andrades Matilde Baeza Ariadna Esquella            | CHI Chile          | 1804  |                                  |
| 7    | Larissa Pagan Yailin Paredes Maydenia Sarduy               | CUB Cuba           | 1721  |                                  |
| 8    | Nieves Arango Daniela Chacón Lisbeth Leoni                 | VEN Venezuela      | 1634  |                                  |

### Fase eliminatória
As quartas de final e semifinais foram realizadas em 1 de novembro. As definição dos medalhistas ocorreu em 4 de novembro de 2023.
|  | Quartas de final | Quartas de final   | Quartas de final   | Quartas de final   | Quartas de final | Quartas de final | Quartas de final |    |            | Semifinal    | Semifinal           | Semifinal           | Semifinal           | Semifinal           | Semifinal           | Semifinal           |                     |    | Final | Final        | Final | Final | Final | Final | Final |
|  |                  |                    |                    |                    |                  |                  |                  |    |            |              |                     |                     |                     |                     |                     |                     |                     |    |       |              |       |       |       |       |       |
|  | 1                | MEX México         | 6                  | 51                 | 54               | 56               |                  |    |            |              |                     |                     |                     |                     |                     |                     |                     |    |       |              |       |       |       |       |       |
|  | 8                | VEN Venezuela      | 0                  | 42                 | 48               | 50               |                  |    |            |              |                     |                     |                     |                     |                     |                     |                     |    |       |              |       |       |       |       |       |
|  | 8                | VEN Venezuela      | 0                  | 42                 | 48               | 50               |                  | 1  | MEX México | 6            | 54                  | 57                  | 55                  | 53                  |                     |                     |                     |    |       |              |       |       |       |       |       |
|  |                  |                    |                    |                    |                  |                  |                  | 1  | MEX México | 6            | 54                  | 57                  | 55                  | 53                  |                     |                     |                     |    |       |              |       |       |       |       |       |
|  |                  | 4                  | BRA Brasil         | 2                  | 52               | 51               | 58               | 48 |            |              |                     |                     |                     |                     |                     |                     |                     |    |       |              |       |       |       |       |       |
|  | 5                | 4                  | BRA Brasil         | 2                  | 52               | 51               | 58               | 48 | CAN Canadá | 1            | 49                  | 39                  | 42                  |                     |                     |                     |                     |    |       |              |       |       |       |       |       |
|  | 5                |                    |                    |                    |                  |                  |                  |    | CAN Canadá | 1            | 49                  | 39                  | 42                  |                     |                     |                     |                     |    |       |              |       |       |       |       |       |
|  | 4                | BRA Brasil         | 5                  | 49                 | 49               | 49               |                  |    |            |              |                     |                     |                     |                     |                     |                     |                     |    |       |              |       |       |       |       |       |
|  |                  |                    |                    |                    |                  |                  |                  |    |            |              |                     |                     |                     |                     |                     |                     |                     |    | 1     | MEX México   | 1     | 52    | 54    | 53    |       |
|  |                  |                    | 2                  | USA Estados Unidos | 5                | 53               | 54               | 55 |            |              |                     |                     |                     |                     |                     |                     |                     |    |       |              |       |       |       |       |       |
|  | 3                | COL Colômbia       | 6                  | 53                 | 53               | 49               | 52               |    |            |              |                     |                     |                     |                     |                     |                     |                     |    |       |              |       |       |       |       |       |
|  | 6                | CHI Chile          | 2                  | 51                 | 47               | 51               | 47               |    |            |              |                     |                     |                     |                     |                     |                     |                     |    |       |              |       |       |       |       |       |
|  | 6                | CHI Chile          | 2                  | 51                 | 47               | 51               | 47               |    | 3          | COL Colômbia | 2                   | 52                  | 51                  | 56                  | 53                  |                     |                     |    |       |              |       |       |       |       |       |
|  |                  |                    |                    |                    |                  |                  |                  |    | 3          | COL Colômbia | 2                   | 52                  | 51                  | 56                  | 53                  |                     |                     |    |       |              |       |       |       |       |       |
|  |                  | 2                  | USA Estados Unidos | 6                  | 58               | 47               | 58               | 58 |            |              | Disputa pelo bronze | Disputa pelo bronze | Disputa pelo bronze | Disputa pelo bronze | Disputa pelo bronze | Disputa pelo bronze | Disputa pelo bronze |    |       |              |       |       |       |       |       |
|  | 7                | 2                  | USA Estados Unidos | 6                  | 58               | 47               | 58               | 58 | CUB Cuba   | 0            | Disputa pelo bronze | Disputa pelo bronze | Disputa pelo bronze | Disputa pelo bronze | Disputa pelo bronze | Disputa pelo bronze | Disputa pelo bronze | 46 | 50    | 43           |       |       |       |       |       |
|  | 7                |                    |                    |                    |                  |                  |                  |    | CUB Cuba   | 0            |                     |                     |                     |                     |                     |                     |                     | 46 | 50    | 43           |       |       |       |       |       |
|  | 2                | USA Estados Unidos | 6                  | 56                 | 54               | 55               |                  |    |            |              |                     |                     |                     |                     |                     |                     |                     |    | 4     | BRA Brasil   | 428   | 49    | 55    | 50    | 48    |
|  |                  |                    |                    |                    |                  |                  |                  |    |            |              |                     |                     |                     |                     |                     |                     |                     |    | 3     | COL Colômbia | 528+  | 43    | 51    | 55    | 53    |